# Milán-San Remo 1910
La Milán-San Remo 1910 fue la 4.ª edición de la Milán-San Remo. La carrera se disputó el 3 de abril de 1910, bajo unas condiciones climatológicas muy malas. El frío, la lluvia y la nieve hicieron que de los 63 ciclistas que van tomaron la salida sólo 4 la acabasen. El vencedor final fue el francés Eugène Christophe.
Luigi Ganna, que había acabado la carrera en segunda posición fue descalificado por haber sido sorprendido cogiendo una motocicleta. El quinto clasificado, Piero Lampaggi también fue descalificado, mientras que Sante Goi, que acabó séptimo, llegó fuera de control.

## Clasificación final
| Posición | Ciclista          | Equipo | Tiempo       |
| -------- | ----------------- | ------ | ------------ |
| 1        | Eugène Christophe | -      | 12h 24' 00"  |
| 2        | Giovanni Cocchi   | -      | + 1h 01' 00" |
| 3        | Giovanni Marchese | -      | + 1h 17' 00" |
| 4        | Enrico Sala       | -      | + 2h 06' 00" |